# Чикін Валентин Васильович
Валентин Васильович Чикін (нар. 25 січня 1932, місто Москва) — радянський державний діяч, журналіст, головний редактор газети «Советская Россия». Кандидат у члени ЦК КПРС у 1986—1990 роках. Член ЦК КПРС у 1990—1991 роках. Член Російського бюро ЦК КПРС, член Політбюро ЦК КП РРФСР у 1990—1991 роках. Член ЦК КПРФ з 1993 року. Депутат Верховної Ради Російської РФСР, народний депутат РРФСР у 1990—1993 роках. Депутат Державної думи Російської Федерації 1—6-го скликань (1993—2016).

## Життєпис
З 1951 року працював літературним співробітником редакції газети «Московский комсомолец».
Член КПРС з 1956 року.
У 1958 році закінчив факультет журналістики Московського державного університету імені Ломоносова.
У 1958—1971 роках — літературний співробітник, заступник редактора, редактор по відділу, заступник головного редактора газети «Комсомольская правда».
У 1971—1984 роках — заступник, 1-й заступник головного редактора газети «Советская Россия».
У 1984—1986 роках — 1-й заступник голови Державного комітету СРСР у справах видавництв, поліграфії і книжкової торгівлі.
З 1986 року — головний редактор газети «Советская Россия».
Одночасно у 1989—1991 роках — голова правління Фонду милосердя та здоров'я РРФСР. Входив до складу редколегії серії «Библиотека классики» у видавництві «Художественная литература» в Москві. Секретар Спілки журналістів СРСР.
З 1993 по 2016 рік — депутат Державної думи Російської Федерації 1—6-го скликань за федеральним списком виборчого об'єднання КПРФ. Член фракції «Комуністична партія Російської Федерації» (КПРФ). Обирався членом парламентських комітетів з охорони здоров'я та з інформаційної політики і зв'язку. Член Координаційної ради загальноросійського громадського руху «Народно-патріотичний союз Росії».

## Нагороди і звання
- орден Трудового Червоного Прапора
- медалі
- Премія Ленінського комсомолу (1970)